# Flaga Wysp Kokosowych
Flaga Wysp Kokosowych – przedstawia na zielonym tle złoty Krzyż Południa podobny do tego znajdującego się na fladze Australii, co przypomina o związkach z tym krajem. Przed krzyżem południa znajduje się złoty półksiężyc zwrócony w prawą stronę, co jest nawiązaniem do islamu. W lewym górnym rogu znajduje się palma wpisana w złote słońce. Flaga powstała w 2003 roku i została oficjalnie zatwierdzona 6 kwietnia 2004.